# 1394 az irodalomban
Az 1394. év az irodalomban.

## Születések
- november 24. – I. Károly orléans-i herceg (Charles d'Orléans) költő, lirikus († 1465)
- 1394 – I. Jakab skót király, aki költő is volt († 1437)